# Louis Coleman
Pour les articles homonymes, voir Coleman.
Harold Louis Coleman III, dit Louis Coleman, (né le 4 avril 1986 à Greenwood, au Mississippi, aux États-Unis) est un lanceur droitier qui a joué pour les Royals de Kansas City, les Dodgers de Los Angeles et les Tigers de Détroit dans la Ligue majeure de baseball de 2011 à 2018.

## Carrière

### Royals de Kansas City
Louis Coleman est d'abord repêché en 28e ronde par les Braves d'Atlanta en 2005, mais il choisit plutôt d'aller jouer pour l'Université d'État de Louisiane à Bâton-Rouge. Il est par la suite sélectionné au cinquième tour par les Royals de Kansas City en 2009 et, cette fois, signe un contrat avec l'équipe.
Rappelé des ligues mineures par les Royals le 21 avril 2011, il apparaît pour la première fois dans un match des Ligues majeures le jour même, alors qu'il lance deux manches en relève pour Kansas City sans accorder de point aux Indians de Cleveland. Le 11 mai, le releveur réussit son premier sauvetage dans les majeures dans une victoire des Royals sur les Yankees de New York. Il reçoit sa première décision gagnante le 25 juillet sur les Red Sox de Boston. Il termine sa première saison avec une victoire et quatre défaites en 48 parties jouées pour les Royals. Sa moyenne de points mérités s'élève à 2,87 en 59 manches et deux tiers lancées. Il enregistre 64 retraits sur des prises.
La moyenne de Coleman s'élève à 3,71 en 42 matchs en 2012 avec 65 retraits sur des prises en 51 manches lancées. 
Il ne lance que 29 manches et deux tiers en 27 sorties pour les Royals en 2013 mais est exceptionnel, n'accordant que deux points mérités pour une moyenne de 0,61. 
Il enchaîne cependant avec une difficile année 2014 où sa moyenne grimpe à 5,56 en 34 manches lancées lors de 31 matchs joués.
Coleman ne joue que 4 parties des Royals en 2015. En 4 saisons à Kansas City, il a maintenu une moyenne de points mérités de 3,20 en 177 manches et un tiers lancées.

### Dodgers de Los Angeles
Le 19 février 2016, il signe un contrat de 750 000 dollars pour une saison avec les Dodgers de Los Angeles.